# Келлер, Йенс
Йенс Ке́ллер (нем. Jens Keller; 24 ноября 1970, Штутгарт) — немецкий футболист, игравший на позиции защитника; тренер.

## Карьера

### Игрока
В 1981 году Йенс Келлер начал играть в молодёжной команде «Штутгарт-Ванген». В 1987 году он стал игроком молодёжной команды «Штутгарта». В ноябре 1990 года Келлер дебютировал за «швабов» в Бундеслиге, выйдя на замену в перерыве матча против бременского «Вердера» (0:1). В сезоне 1991/92 вместе со «Штутгартом» Келлер выиграл Бундеслигу, однако на поле он не вышел ни разу.
Летом 1992 года Келлер перешёл в «Мюнхен 1860», который только вылетел из второй Бундеслиги. В сезоне 1992/93 «львы» вернулись во вторую лигу, а в следующем сезоне, заняв третье место, поднялись в Бундеслигу. Келлер в этих двух сезонах сыграл в 43 играх. Йенс провёл в «Мюнхене 1860» ещё полтора года в качестве запасного и сыграл за это время лишь в пяти встречах.
Во время зимнего перерыва в сезоне 1995/96 Келлер перешёл в «Вольфсбург», который находился в зоне вылета во второй Бундеслиге. Йенс стал твёрдым игроком основного состава, и в сезоне 1996/97 он вместе с «волками» вышел в первую Бундеслигу.
Летом 1998 года за 300 тысяч евро Келлер вернулся в «Штутгарт», где он стал игроком основного состава. Со «швабами» Йенс сыграл в четырёх матчах Кубка УЕФА 1998/99 против «Фейеноорда» и «Брюгге».
В 2000 году Келлер перешёл в «Кёльн» за 750 тысяч евро, подписав двухлетний контракт. За два сезона в стане «козлов» он сыграл в 55 играх Бундеслиги и в сезоне 2001/02 вместе с клубом вылетел во вторую Бундеслигу.
В 2002 году Келлер стал игроком франкфуртского «Айнтрахта», а главный тренер Вилли Райманн назначил его капитаном команды. В сезоне 2002/03 Йенс сыграл в 33 матчах второй Бундеслиги, помог команде занять третье место и подняться в первую Бундеслигу. В начале следующего сезона Келлер получил тяжёлую травму колена и пропустил весь сезон, в котором «Айнтрахт» вылетел во вторую Бундеслигу. К четвёртому туру сезона 2004/05 он вылечился и смог играть до зимнего перерыва. Травма лодыжки, которая его беспокоила на предсезонных сборах, оказалась серьёзнее, чем предполагалось изначально, и в январе 2005 года ему сделали операцию. Келлер вернулся в строй в конце сезона 2004/05, в котором франкфуртцы вышли в первую Бундеслигу, но его контракт продлён не был. Йенсу выплатили 100 тысяч евро в качестве компенсации, так как «Айнтрахт» не смог найти новый клуб для продолжения его карьеры, о чём говорилось в контракте игрока. После этого Келлер завершил карьеру футболиста.

### Тренерская
Летом 2008 года Келлер стал тренером юношеской команды «Штутгарта» (до 19 лет). 6 декабря 2009 года он был назначен помощником главного тренера первой команды Кристиана Гросса. В октябре 2010 года Келлер заменил Гросса на посту главного тренера команды, которая шла на последнем месте в Бундеслиге после седьмого тура. Через два месяца на место Йенса пришёл Бруно Лаббадиа. После этого Келлер работал в «Штутгарте» скаутом.
Летом 2012 года Келлер стал тренером юношеской команды «Шальке 04» (до 17 лет). Под его руководством команда выиграла все 14 игр на старте сезона и шла на первом месте в западной Бундеслиге. 16 декабря 2012 года Келлер стал главным тренером первой команды после увольнения Хуба Стевенса. В конце сезона 2012/13 его контракт был продлён до 2015 года. 7 октября 2014 года уволен с поста главного тренера кобальтовых.
2 декабря 2018 года Йенс Келлер был назначен главным тренером «Ингольштадта». Он был уволен оттуда 2 апреля 2019 года. 12 ноября 2019 года стало известно, что Келлер возглавит «Нюрнберг».

## Достижения
В качестве игрока:
Штутгарт
- Чемпион Германии: 1991/92
- Финалист Кубка немецкой лиги: 1998